# Mauno Vannas

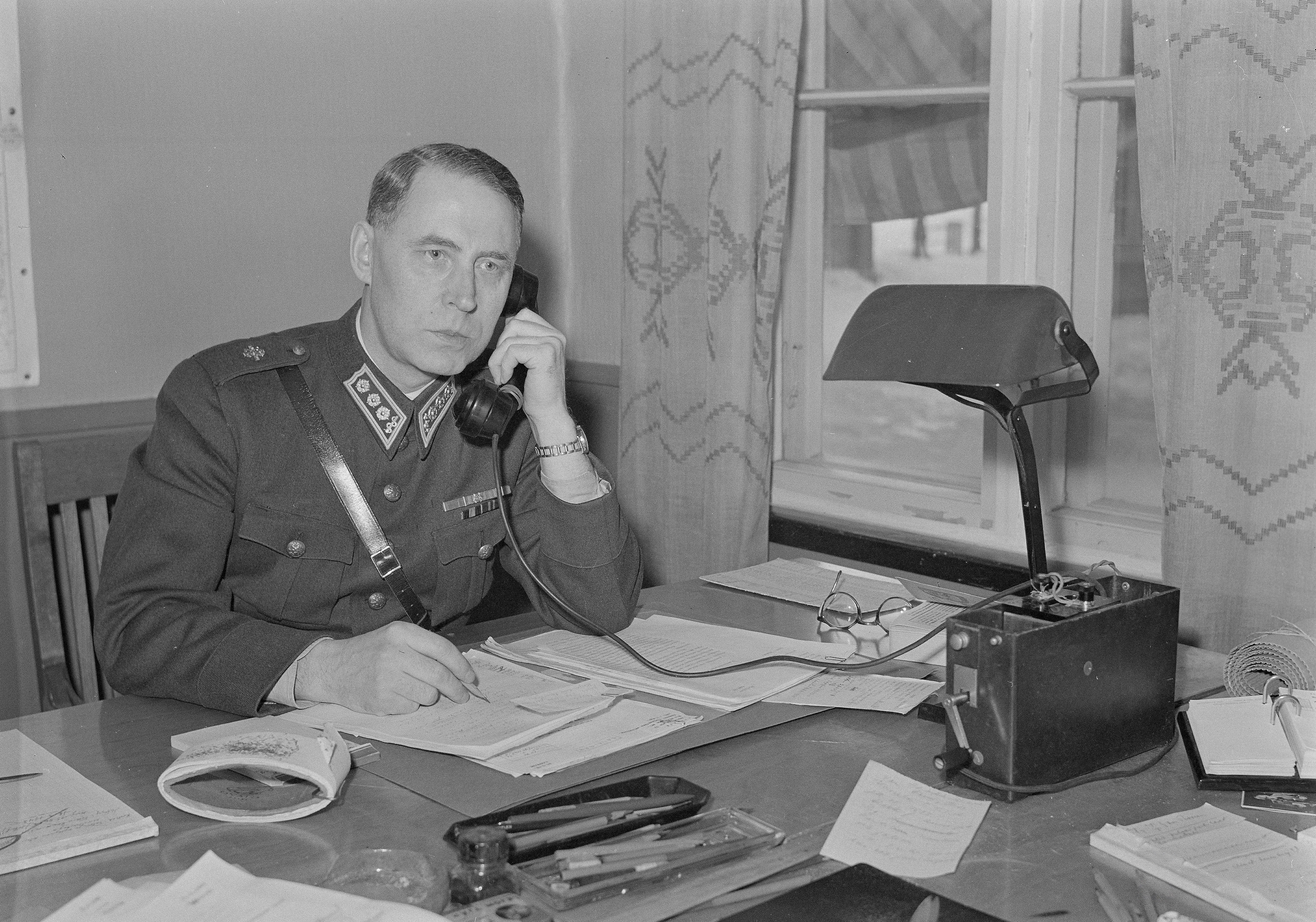
Mauno Vannas.

Mauno Viktor Vannas, till 1905 Johansson, född 18 augusti 1891 i Nystad, död 19 december 1964 i Helsingfors, var en finländsk ögonläkare. 
Vannas blev student 1911, medicine kandidat 1917, medicine licentiat 1923 samt medicine och kirurgie doktor 1927. Han ansågs vara en av Europas skickligaste ögonkirurger och var professor i oftalmologi vid Helsingfors universitet 1937–1961. Han införde hornhinnetransplantationerna i Finland. 
Vannas hade vid finska inbördeskrigets utbrott 1918 kidnappats av de röda tillsammans med ett antal andra läkare vid Kirurgiska sjukhuset i Helsingfors och tvingats vårda sårade vid fronten. Långt senare, 1964, gav han ut en på dagboksanteckningar baserad bok med den talande titeln Silmä silmästä om sina upplevelser under denna tid. Han vistades som stipendiat i Tyskland 1932–1933 och blev vittne till det nazistiska maktövertagandet. Under fortsättningskriget var han frontfiguren i det nazistiska Suomen Valtakunnan Liitto, som var avsett att bli ett slags paraplyorganisation för den splittrade extremhögern.
Han var gift med ögonläkaren Salme Vannas.